# Раси в The Elder Scrolls
Вигаданий всесвіт The Elder Scrolls містить велику кількість людиноподібних і звіроподібних розумних рас. Тут наведено список розумних рас цього всесвіту.

## Ельнофеї
Пращури мерів та людей. З'явилися у результаті того, що деякі з ет'аде (первородні духи) втратили більшість своїх сил при створенні світу і стали смертними. Важаються вимерлими, бо вони з часом змінилися у людей та ельфів.

## Мери (ельфи)
Ельфи світу TES походять від єдиних з людьми пращурів, ельнофеїв. Їхні фізіологічні відмінності від людей нечисельні. Найпомітніша відмінність — великі, загострені згори, вуха. Але найзначнішою відмінністю від інших розумних рас можна назвати вельми тривалий термін життя, у середньому, від 200 до 400 років (в залежності від виду ельфів). Обмежений термін життя — головна відмінність ельфів світу TES від ельфів інших фентезійних світів (як правило, безсмертних). За допомогою магії деякі з ельфів змогли багаторазово продовжити й цей немалий термін, наприклад, данмеру Дівайту Фіру — близько чотирьох тисяч років. Але багатьом ельфам (інформація стосується перш за все данмерів) хвороби та голод значно вкорочують життєвий вік. З ігрових книг відомо, що ельфи, незважаючи на довге життя, не дуже плідні (жінки народжують не більше ніж чотири рази, у середньому маючи тільки одного-двох дітей), а також, що ельфи та люди (будь-яких рас) можуть мати спільних плідних нащадків. Ще однією примітною відмінністю від ельфів «класичних» є те, що у ельфів TES ростуть бороди (двемери та деякі босмери навіть носять досить огрядні бороди, що робить їх схожими радше на гномів).
Синонімом слова «ельф» у більшості джерел є альдмер (не плутати з альтмер), але називають альдмерами зазвичай народ ельфів, що існував у давні часи й був спільним пращуром усіх сучасних ельфійських рас. Часткова синонімія цих понять, що визначаються одним словом, призводить до деякої плутанини. У побуті ельфів називають просто «мерами».

### Айлейди
Айлейди, інакше дикі ельфи, сходять своїм корінням до найперших з альтмерських колоністів у Тамріелі. Вважається, що їх як і раніше можна зустріти у віддаленій глушині майже кожної провінції імперії, але свідчень про зустрічі з айлейдами немає. На відміну від альтмерів, босмерів та данмерів, вони не стали розчинятися в культурі тамріельської цивілізації і продовжують зберігати старий уклад життя. Спілкуються на складному діалекті старосіродильскої мови.
Про історію айлейдів відомо мало. Вважається, що вони — альтмери, які оселилися в Сироділі й стали з часом окремим народом. Айлейди поневолили недійскі народи, які прийшли з півночі, і довгий час їхня раса процвітала. Вежа Білого золота, що стоїть в центрі імперського міста, була побудована саме ними. По всьому Сіродилу досі можна зустріти вражаючі руїни величних будівель стародавньої ельфійськой цивілізації. Але року 1Е 242 раба Алессія (Королева рабів) підняла повстання, яке поставило крапку на пануванні айлейдів. Більшість айлейдів були вбитими але підтримуючі Алессію айледи продовжували жити на території Сироділа. У 1Е 361 до влади в Алессіанській Імперії приходить фанатична секта Алессіанський Орден. Головною ідеєю ордена було винищення усього ельфійського та зв'язування думки про домінування людей. У результаті айледи зазнали геноциду, а остані живі втекли до Хай Року та Валенвуду, де асимілювалися з місцевими ельфі. З цього моменту важаються вимерлими.

### Альтмери
Альтмери відомі також як високі ельфи. Батьківщиною альтмерів є архіпелаг Саммерсет. Найвищі серед усіх ельфів. Високі ельфи обдаровні здібністю до таємних мистецтв значно більше, ніж інші раси, однак, вони дуже вразливі до вогню, холоду та електрики.

### Босмери
Босмери, або лісові ельфи — жителі західних валенвудських лісів. Лісові ельфи моторні й швидкі, з них виходять гарні розвідники й злодії. У всьому Тамріелі немає кращих лучників, ніж вони. Також вони відомі своєю здатністю управляти нижчими істотами. Вони відрізняються невеликим ростом і загостреними вухами. У чоловіків-босмерів добре ростуть бороди — іноді можна зустріти босмерів з густою пишною бородою.
Відомо про поклоніння босмерів рослинам, у зв'язку з чим лісовим ельфам заборонено вживати в їжу овочі та фрукти. Харчуються вони виключно м'ясом, причому канібалізм серед босмерів не вважається непристойним. Навпаки, вважається, що людям, яких вибрали як головну королівську страву, була надана велика честь (описано в книзі «Танець у вогні»). Можливість канібалізму згадується в книзі «Ар'єргард» — «оточену фортецю зрештою буде здавати один товстий босмер». У зв'язку з цим звичаєм, а також звичкою жити в лісі і схильністю до крадіжки, інші жителі імперії (особливо ельфи інших народів) називають босмерів дикунами.
Існує версія про те, що босмери походять від своїх сусідів хаджитів, в результаті надання останнім ельфійських рис одним з принців даедра.

### Данмери
Данмери (англ. Dunmer), або темні ельфи — одна з рас вигаданого ігрового всесвіту циклу відеоігор The Elder Scrolls.
Їх рідною провінцією є Морровінд, але по всій імперії вони відоміші як Темні ельфи. Темний в цьому сенсі розуміють як «темношкірий», «похмурий». З темношкірих червонооких Данмерів, що поєднують могутній інтелект з сильним і спритним тілом, виходять чудові воїни й чарівники. На полі бою вони відомі майстерним і гармонійним поєднанням меченосців, стрільців і магів-воїнів. За характером — жорстокі, байдужі і стримані. Вони тримаються зарозуміло з усіма іншими расами — зокрема, з Хаджитами та Аргоніанами, яких забирають у рабство.
Вони володіють захистом від вогню і можуть викликати собі на допомогу духа предків.
Данмери складають більше половини населення Морровінда. В Сіродилі, та, можливо, в інших провінціях, їх набагато менше. Але данмери завжди вагомо впливали на життя Імперії Тамріель. Так, данмер Катарія стала Імператрицею і правила Тамріелем (її чоловік, Пелагіус, був божевільний). Вона досі залишалася єдиним темним ельфом — правителем Імперії. Королева Морровінда Барензія завжди володіла чималим політичним впливом, і зберігає його досі. Не без її допомоги став графом Сіродильского міста Чейдинхол данмер Андел Індаріс з Палатами Хлаалу.
Тривалість життя данмерів описана в «Інтерв'ю з данмером» — тексті від розробників, витриманому в ігровому стилі. У середньому данмери живуть 120—130 років, але окремі представники раси живуть «по двісті і більше років».
Ешлендери (англ. Ashlanders) — кочівники-данмери. Ешлендери живуть в засипаних вулканічним попелом околицях Червоної гори, в ті краї вони були витіснені осілими (цивілізованими) темними ельфами. Вони зневажають осілих данмерів, не люблять чужинців, якщо ті не Друзі Племені, і ненавидять Великі Палати Морровінда. Ешлендери сповідують давнє поклоніння предкам, котре осілі данмери змінили на поклоніння Альмсиві, Храму Трибуналу.

#### Історія
Раніше раса данмерів іменувалася кімерами. Ці ельфи були такі ж золотошкірі, як альтмери, і спочатку теж жили на острові Саммерсет, звідки емігрували до Морровінду під керівництвом Велота (на честь нього народ темних ельфів іноді називають велотами). Але потім, після Битви під Червоної Горою у Війні Першої Ради вони були покарані дейдричною принцесою Азурою, і «їхня шкіра стала попелом, а очі — жаринками». Нинішні данмери червоноокі і сірошкірі.
Багато елементів культури данмерів нагадують японські або близькосхідні.

#### Великі Доми
Чимало темних ельфів за правом народження чи шлюбу належать організаціям, що називаються Великі Палати. У грі The Elder Scrolls III: Morrowind можна вступити в одну з трьох Великих Палат, які мають представництво у Варденфеллі, за рідкісним винятком в залежності від раси гравця: в Хлаалу, Редоран та Телванні. Інші Палати Морровінда, Палата Індоріл та Палата Дрес, не мають представництва на острові. Палата Дагот (вона ж Шоста Палата) була знищена під час історичної Битви біля Червоної Гори. Відтоді її називають Мертвою Палатою.

#### Релігія
Пантеоном данмерів в книзі «Різновиди віри…» названі такі персоналії: Альмалексія, Вівек, Сота Сіл (цих трьох об'єднують в Альмсиві — пантеон Храму Трибуналу); Боетія , Мефалла, Азура (їх називають добрими принцами даедра, а також Предтечами Трибуналу); Лорхан (поклоніння йому в Морровінді, втім, нема, але на основі Серця Лорхана двемери двічі намагалися створити рукотворного бога Нумідіума); Неревар (один зі святих Храму Трибуналу, також головна фігура одного з ешлендських культів, Культу Нереварина); Молаг Бал, Малакат , Шеогорат, Мерунес Дагон (їх називають злими принцами даедра, або Чотирма стовпами Палати Турбот).

#### Видатні данмери
- Неревар — вождь данмерів часів Війни Першої Ради. Його реінкарнація, Нереварин, може бути як данмером, так і представником будь-якої іншої раси.
- Катарія — імператриця Тамріеля (3E 153-3Е 199).
- Барензія — королева-мати Морровінду в грі The Elder Scrolls III: Morrowind.
- Хелсет — король Морровінду, син пані Барензії.
- Дівайт Фір — великий чарівник, відомий довгожитель.
- Ведам Дрен — герцог округу Варденфелл, Морровінд (події TES3).
- Андел Індаріс — правитель графства Чейдинхол (заселеного в основному данмерами й орками), Сіродил (події TES4).
- Вален Дрет — в'язень імперської тюрми, що зустрічається на початку гри, Сіродил (події TES4).

### Двемери
Двемери (англ. Dwemer) — в ігровому всесвіті серії відеоігор The Elder Scrolls — неігрова ельфійська раса; станом на час подій Morrowind вважається повністю зниклою.
Двемер у перекладі означає «глибинний ельф». У внутрішньоігровій літературі двемерів часто називають дворфами. англ. dwarf означає карлик, у перекладах фентезі їх традиційно називають гномами, проте, в англійській літературі зустрічаються також створіння, яких називають англ. gnomes. Іноді обидві ці раси присутні в тих самих книгах та іграх. Bethesda Softworks пропонує власну інтерпретацію дворфів, хоча й близьку до Толкінової.
У світі Старовинних сувоїв двемери зовсім не карлики. Вони були не менші за зростом, ніж люди. Ймовірно, вони їх стали називати так після зустрічей із велетнями, для яких двемери здавалися меншими. Судячи зі статуй, що збереглися ще з часів існування двемерів, можна побачити, що вони мали характерні для ельфів загострені великі вуха, а гноми-чоловіки відпускали довгі бороди і завивали їх.
Традиційно у фентезі дворфи вважаються рудокопами й майстрами. У світі Старовинних сувоїв цивілізація двемерів мала вищий рівень розвитку технології. Двемери вміли використовувати парову енергію й будувати складні машини, які продовжують функціонувати у двемерських руїнах, охороняючи їхні таємниці.

#### Історія
Двемери зникли 668 року Першої ери, під час битви на Червоній Горі. На той час вони знайшли містичний артефакт, відомий як Серце Лорхана, і спробували використати його, щоб набути божественності. Як наслідок, вони щезли.
Данмери вважають, що раса двемерів насміхалася над богами, за що зрештою і була стерта з лиця Нірна. Практично не викликає сумнівів відсутність особливої поваги до богів (див. ігрову книгу «Скриня Азури» Маробара Сула) у цієї раси, але існують і інші версії її зникнення. Є припущення, що всі двемери, бажаючи стати безсмертними, загинули, є — що вони знайшли вихід у зовнішні виміри. Таємниця зникнення двемерів хвилює багатьох вчених і магів.

#### Поселення
Жили двемери переважно на острові Вварденфелл у Морровінді. У давні часи ця місцевість мала назву Велоті, згодом Данмер(ет), а після об'єднання двемерів із каймерами — Ресдайн. Однак клан Руркен, відмовляючись примиритися з давніми ворогами, емігрував до Гаммерфелу приблизно 420 року Першої ери.
На острові Вварденфелл, як і на материку, залишилися численні двемерскі споруди. Двемери були дуже майстерні у механіці: багато їхніх пристроїв, в тому числі охоронних (такі як механічні павуки, сфери-охоронці та парові центуріони), функціонують досі. Енергія, яка живить їх, швидше за все, витягується з «крові Нірна». Це своєрідний симбіоз техніки та чаклунства.
Крім Морровінду, поселення двемерів існували в Гаммерфелі, де були засновані кланом Руркен. Цей клан відмовився укладати мир із каймерами. За легендою, глава клану кинув свій молот Волендранг в небо, пообіцявши вивести свій народ туди, куди він упаде. Молот злетів так високо, що виглядав на небі яскравим метеором, і, зрештою, впав на заході Тамріеля. Руркен покинув Вварденфелл приблизно 420 року Першої ери. Двемери Гаммерфелла зникли так само, як і їхні родичі в Морровінді.
У двемерських руїнах можна знайти предмети побуту двемерів, обладунки, коштовності та цінні артефакти. Вироби двемерів високо цінуються в Морровінді, але торгівля ними без дозволу влади є протизаконною. Цитаделі гномів охороняються як механічними центуріонами, так і примарами своїх господарів.
У Сироділі, центральній провінції Тамріеля, де відбувається дія гри The Elder Scrolls IV: Oblivion, двемерських руїн не було. Однак, у грі The Elder Scrolls V: Skyrim вони з'явилися знову, на території північного Скайриму.

#### Видатні двемери
- Бзуанд Мзанч — один з архітекторів Кагренака й автор книги «Яйце часу».
- Думак — король двемерів і друг Неревара. Думак і Неревар створили союз між своїми расами, щоб вибити нордів з Морровінду.
- Кагренак — Верховний архітектор, який вивчав Серце Лорхана.
- Ягрум Багарн — останній живий двемер й один із архітекторів Кагренака.

### Каймери
Каймери (також іноді називаються кімерами) (народ, що змінився) — змінена раса мерів. Вони утекли від альтмерів з острова Саммерсет на чолі з пророком Велотом (який пізніше став видатним святим у Храмі Трибуналу), через утиски за поклоніння даедра, і влаштувалися на землі двемерів, пізніше відомої як Морровінд. Каймери успадкували золоту шкіру альтмерів, але були трохи нижчими за зростом. Після «Війни Першої Ради», протягом якої народ двемерів зник за загадкових обставин, вони були перетворені в данмерів принцесою даедра Азурою як покарання, за те, що Трибунал порушив присягу Неревару та Азурі, зробивши себе богами.
Оскільки ніхто з каймерів не помічений в сучасності, передбачається що всі вони через прокляття Азури перетворилися на данмерів. Швидше за все, до прокляття вони були схожі на альтмерів, від яких втекли, з досить великою ймовірністю у них була золота шкіра і нормальні (тобто не вогненно — червоні) очі альтмерів.
Останніми каймерами, за народженням, були Альмалексія, Сота Сіл та Вівек, з невідомих причин Вівек є наполовину данмером, наполовину кімером. У Альмалексії золотистий колір шкіри, загострені вуха, і середній для жінки зріст. Сота Сіл був повністю перетворений на данмера.

### Ліворукі ельфи
Стародавній вид ельфів, які були відмінними воїнами і зброярами. Походження назви раси невідоме. За переказами Діагна приніс зброю з Оріхалка, щоб йокуданці перемогли ліворуких ельфів.

### Манмери
Раса напівлюдей-напівельфів, колись широко поширена в Тамріелі. Пізніше були асимільовані людьми. Бретони — прямі нащадки манмерів.

### Маормери
Досить рідкісний вид тропічних ельфів, що складають населення архіпелагу Піяндонея, розташованого на південь від островів Саммерсет. Маормери, ймовірно, ніколи не відвідували інші частини Тамріеля, оскільки були заслані з Альдмеріса, батьківщини альдмерів, ще в глибоку давнину. Їх відмітною особливістю є дивна шкіра, що має ефект хамелеона. Ця здатність є вродженою, на зразок уміння спілкуватися з деревами у босмерів. Маормери практикують потужну форму зміїної магії і використовують її, щоб приручити морських зміїв, удосталь зустрічаються поблизу берегів Піяндонеі. Приручені змії використовуються як військові та транспортні засоби.

### Орсимери
Орсимери, або орки — мешканці Ротгаріану і Хребта Драконячого Хвоста, зеленошкірі, потужної статури, з гіпертрофованими нижніми іклами та загостреними вухами. Орсимерські зброярі відомі своєю майстерністю, а воїни, одягнені у важкі обладунки, визнані одними із найсильніших бійців у всій Імперії. Війська орків не мають своєї кавалерії.

#### Історія
Вважається, що орки поклоняються Малауху, якого зазвичай зіставляють із одним зі злих дейдра, Малакатом. З ним пов'язана легенда про походження орсимерів, яку можна знайти в деяких книгах (зокрема, «Про справжню природу орків» і «Ті, що змінилися»). У ній мовиться, що орки були тими з мерів, хто поклонявся Трінімаку. Після того як принц дейдр Боетія поглинула і перетворила Трінімака за те, що він намагався чинити опір виходу Велота і його народу, його послідовники також змінилися і стали орками. За цією версією те, що залишилося від Трінімака після перетворення, і стало Малакатом.
Орків називають расою чудовиськ, хоча ці гуманоїди нічим не гірші за інші розумні раси. Відомо, що серед орків велике значення надається взаємоповазі між чоловіками і жінками. Іноді орків зараховують до звіролюдей.

#### Традиції та звичаї
У третій частині гри, в книзі «Посаг Примари» описується весільний ритуал орків, важливими особливостями якого є вінчання опівночі і посаг нареченої, який вона підносить чоловікові в подарунок. Вінчання без посагу і недотримання часу шлюбного ритуалу вважається поганим знаком, який приносить нещастя.

#### Відомі орки
- Агронак гро-Малог (Сірий принц), великий чемпіон Арени.
- Лорд Ругдумпф гро-Шургак, мешкає у своєму маєтку в Сироділі.
- Бурз гро-Кхаш, очолює відділення Гільдії бійців у Чейдинхолі.

### Фалмери
Фалмери або Снігові Ельфи є однією з рас мерів, які жили на континенті Тамріель. Про них немає ніяких достовірних даних. Широко зустрічалися Фалмери у снігових районах континенту, а саме в провінції Скайрім. Повністю були винищенні атморцями, пращурами нордів, під час Меретійської Ери. Виживші фалмери втекли під землю до двемерів, де згодом мутували та стали сліпими дикунами.

#### Фалмери вThe Elder Scrolls III: Morrowind
У третій грі серії про фалмерів немає жодних достовірних даних. Можливо, цієї раси ніколи не існувало, а «фалмер» — всього лише інша назва р'єклінгів. Альтмер Ателлор, який приїхав на Солстхейм, запевняє, що фалмери існували насправді, і він — їхній далекий нащадок. Він розповідає про фалмерів — таємничих ельфів, що ховаються в снігах Скайріму. За його дорученням можна знайти курган, в якому похований Сніговий Принц, і в книзі, знайденій там само, прочитати про ельфа, не схожого на інших мерів, осяйного вершника на білому коні, здатного керувати хуртовинами. На думку Ателлора Сніговий Принц був фалмером.
У легендах нордів фалмери описані як підступні істоти, одвічні вороги людей. Вважається, що фалмери були корінними жителями Скайриму, найпівнічнішої області континенту Тамріель, і були знищені нордами. «Кишеньковий путівник по Імперії» в розділі про Скайрим згадує снігових ельфів як місцеве марновірство.
Про фалмерів відомо дуже мало. Жодне їхнє місто не було знайдено, і збереглася тільки одна книга. Вони довго і вперто воювали з нордами. Це було в той час, коли норди і данмери вбивали один одного у Вварденфеллі. Фалмери існували і на Солстхеймі, що на північ від острова Вварденфелл.
Існує дві протилежні гіпотези про долю фалмерів. Скаали (одне з племен Солстхейму) стверджують, що моторошні р'єклінги походять від фалмерів. Навпаки, альтмери з Чорної Скелі вважають, що р'єклінги просто гобліни снігу, і що снігові ельфи змішалися з іншими ельфійськими расами через міжпородне схрещування. Книга «Падіння Снігового Принца», знайдена в могильному пагорбі, мабуть, підтверджує останню гіпотезу, описуючи падіння Принца Снігу, ельфійського лідера, який зіткнувся з нордами в битві при Мосрінгу. Вчений, який подорожував Солстхеймом у пошуку цих невловимих істот, розкрив доказ їхнього існування. Він поїхав до Скайриму, де сподівався знайти більше свідчень про цей народ.
Норди приписують майже будь-яку невдачу або лихо підступам фалмерів, або снігових ельфів, будь це неврожай, пропажа овець, або мандрівник, який загубився, перетинаючи гірський перевал. Ці міфічні істоти, як вважають, є нащадками стародавнього ельфійського населення, і як кажуть, проживають високо в горах, які займають велику частину Скайриму.

#### Фалмери вThe Elder Scrolls V: Skyrim
У п'ятій грі серії фалмерів можна повсякчас знайти в льодових печерах або в деяких двемерських руїнах. Зазнавши поразки від нордів, фалмери спустилися вниз, під землю, де були прийняті двемерами, які обманом і примусом змогли позбавити їх та їх потомство зору, перетворивши на слуг, а потім і на рабів. Через якийсь час фалмери повстали і довгий час під землею вирувала війна, що завершилася тільки зі зникненням двемерів. На вигляд фалмери схожі на гоблінів — сутулі, жилисті але мають високий зріст (вони навіть вище ніж альтмери, просто сутулі та повзають напів сидячи, через що і кажуться низькими).
Війна з двемерами, а також жорстокі умови життя в підземному світі зробили їх агресивними і кровожерними. Фалмери здійснюють рейди на поверхню, де часто захоплюють полонених, яких надалі використовують як рабів або як їжу. Спочатку ж вони мало чим відрізнялися від альтмерів (в одному з підземних міст можна побачити статую фалмера із зовнішністю, яку мали снігові ельфи до спуску під землю) і їхня культура за своїм розвитком не поступалася культурі високих ельфів. Вони чудово стріляють з луків, добре володіють мечами, а старші фалмери використовують магію вогню та холоду. Зброю та обладунки, а також житлові намети виготовляють з панцирів великих підземних комах.
Згадується мова та писемність фалмерів. Найвідоміший вчений, що вивчає мову та культуру фалмерів — Калсельмо (Calcelmo), альтмер з Маркарта (Markarth) у провінції Скайрим. Він готує до друку книгу, що дозволить перекладати фалмерські тексти. Також фалмерською мовою володів Ґаал Дезіденей (Gallus), останній голова гільдії злодіїв у Скайримі.

## Люди
Аналогічні фізично людям нашого світу, за винятком магічних здібностей.

### Бретони
Бретони (бретонці) — крім вроджених здібностей до читання заклять, навіть найбоязкіший бретонець може похвалитися чудовим захистом від магічних енергій, вони високі і стрункі, добре збудовані. Шкіра — блідіша, ніж у імперців, але темніша, ніж у нордів. Волосся — шатенового або рудого кольору. Зрідка зустрічаються чорняві. Бретонці добрі не тільки в магії, але і в бою на мечах, так що розвиненістю мускулатури не поступаються імперцям.
Мають схожість з кельтами (існує реальний кельтський народ бретонців, який проживає у Франції), а також з французами (в TES IV: Oblivion зустрічаються бретонці з французькими іменами). Крім того, в TES III: Morrowind можна побачити і декількох бретонів, що нагадують іспанців.

### Імперці
Імперці — жителі цивілізованої, багатонаціональної провінції Сиродіїлу, з них виходять
вправні дипломати й торговці. Також вони вправні у ремеслах, а у військовій справі їм найближчий клас воїна, що носить важкі обладунки. Як уродженці культурної багатонаціональної провінції Сиродіїлу, імперці відомі своєю освіченістю і чемністю. Також прославлені вони дисциплінованістю та вишколом народної армії. Фізичні дані імперців не особливо вражають, але вони розуміються в дипломатії і торгівлі, що, поряд з чудовою підготовкою легкої піхоти, дозволило їм підпорядкувати собі всі інші нації та раси й спорудити оплот миру і процвітання — Осяйну Імперію.
Імперці — середнього зросту і статури, темноволосі та кароокі. Шкіра може бути смаглявою. Мають деяку схожість зі стародавніми римлянами.

### Котрінги
Єдиний людський народ, який проживав в провінції Аргонії. У 560 році другої ери Кнахатенский Грип, званий Кривавим Мором, розповзся по Аргонії, забравши життя всього народу Котрінгів. Котрінги мали досить дивну сріблясту шкіру.

### Неди
Історики часто описують розселення людей по Тамріелю як наслідки військової експансії сіверян Скайріму. Насправді, люди вже жили практично в кожному куточку Тамріеля ще до того, як Скайрім був заснований. Ці так звані «неди» складалися з прото-Сіродильців, пращурів бретонців, аборигенів Хаммерфелла, і, можливо, вже зниклого людського населення Морровінда. Неди були національною меншиною в землі ельфів. Їм нічого не залишалося, як жити в мирі зі старшою расою. У Хай Році, Хаммерфеллі, Сироділі, і, можливо, Морровінді, вони так і робили, і піднялися досить високо по соціальних сходах в останні століття Меретійської Ери.

### Норди (Нордлінги)
Норд (англ. Nords, варіант перекладу:Нордлінг) — у всесвіті TES — людська раса, високий, блідошкірий і світловолосий народ, уродженці Скайріму. Сильні і суворі, норди знамениті своєю вродженою стійкістю до холоду. З них
виходять дуже гарні воїни. Існує малообґрунтоване упередження про те, що норди - тупі. Справді, вони часто можуть бути неграмотними, грубими і малоприємними в спілкуванні — але причина цього не в тупості, а в їхній варварській культурі.
Досить багато нордів проживають на півночі Сиродіїлу, в графстві Брума. До початку колонізації Імперією Солстхейму норди були єдиними мешканцями цього острова, але й після колонізації становлять переважну більшість населення.
Під час війни з драконами, у кінці Меретійської Ери, богиня Кін та дракон Паартурнксом навчили стародавніх нордів володінню драконячим крикам (ту'умам). Нордів із хистом до нього називають язиками. Вони є найпотужнішою бойовою силою нордлінгів. Крик язиків заподіює величезні руйнування.
Дуже схожі на скандинавів.

#### Скаали
Плем'я Нордлінг, що мешкають на острові Солстхейм. У Сіродилі не представлені.

### Редґарди
Редґарди — одна з людських рас в іграх серії The Elder Scrolls. Редгарди найобдарованіші воїни Тамріеля. Крім природної схильності до багатьох типів зброї й видів обладунків, вони також зазвичай міцно складені і мають імунітет до хвороб і отрут.

#### Історія
Редгарди (або, як вони себе називають — «йокуданці») походять із західного континенту Йокуда(англ. Yokuda), який був затоплений морем в стародавні часи. Можливо це сталося в результаті тектонічного зсуву у формі землетрусу або виверження вулкана. Цілком ймовірно, що загибель континенту сталася з вини самих йокуданців. У пошуках нової батьківщини, флот редгардів попрямував на схід, де вони натрапили на провінцію Хаммерфелл на континенті Тамріель.
У цей час Хаммерфелл був густо населений орсимерами (орками), які були відомі, як сильні й люті воїни. Йокуданці, знаючи, що їх народ може вижити тільки, якщо вони захоплять Хаммерфелл, запустили Ра'гаду(англ. Ra'gada), «хвилю воєн», на береги Хаммерфеллу, закликаючи кожного чоловіка і юнака, здатного тримати меч, в армію йокуданців. Вони напали на міста орків у блискавичній атаці, не залишаючи бранців. Після кількох жорстоких місяців, вони твердо осіли на землях Хаммерфелла. Звідси вони стали продовжувати свої напади, поки зрештою практично не знищили орків. Таким чином вони проклали шлях через Хаммерфелл для Вищого Короля йокуданців, відомого як На-Тотамбу (англ. Na-Totambu), який міг не боятися вбивства під час своєї подорожі.
Саме від ра'гади походить назва редгардів. Перемігши орків, вони зайняли місце в історії як найвизначніші воїни, яких знав світ.

#### Громада
Досі суспільство редгардів ділиться на два соціальні класи, нижній — предки (англ. Forebears) і вищий — вінці (англ. Crowns). Вінці — це керівна еліта і, також, нащадки Вищого короля На-Тотамбу, який правив Йокудою. Предки — це звичайні люди, і їхня чисельність значно більша, ніж чисельніть вінців. Вони походять від воїнів, які «відбили» Хаммерфелл від орків. Товариство редгардів можна назвати мілітаризованим, бо майже кожен житель Хаммерфелла знає основи володіння зброєю і бою, хоча тільки представники королівської влади навчаються тактиці і стратегії. Тільки найсильніші, найшвидші й найміцніші редгарди приймаються на службу в армію, де вони готові з честю зустріти смерть на полі бою.
Редгарди дуже дисципліновані і заповзятливі люди. Століттями отримуючи досвід у війнах на батьківщині, редгарди досконало оволоділи всіма навичками, необхідними для битв. Їхні воїни визнані найкращими в смертному світі. Їхня військово-морська майстерність, втім, значно перевершує їхнє вміння воювати на суші. Армади потужних бойових кораблів редгардів демонструють можливість перемогти ворога незалежно від його чисельності. Тільки бойовий флот нордів може скласти конкуренцію армаді редгардів у швидкості та вогневій силі.

#### Визначні редґарди
За багатьма історичними джерелами, ми можемо з'ясувати, що найзнаменитішим редгардом був лорд Лівіал, який володів найбільшим капіталом та багатьма особняками практично у всіх частинах Тамріеля. Але історія запам'ятала Лівіала не тільки як багату, але й як дуже жорстоку людину. Одного разу, Лівіал так сильно побив свого раба, що той втік і залишився при дворі імператора Уріеля V.

#### Антропологія
Редгарди досить освічені люди, злегка перевищують в рівні інтелекту нордлінгів. Вони зазвичай середнього росту, досить міцної статури і здатні вижити в дуже теплому кліматі. У них темна шкіра, від світло-коричневої до майже чорної, іноді із значним червоним відтінком. Цей червоний відтінок — домішка крові недиків (англ. Nedic), оскільки довгий час редгарди жили разом з недиківськими поселенцями. У редгардів зазвичай кучеряве волосся, і зрідка чоловіки носять вуса і невелику бороду.

### Межовці
Межовці (англ. Reachmen) — це напівкровки навіть відносно бретонів, в чиїх жилах тече кров практично всіх рас Тамріеля. Річмени населяють Західну Межу, що обмежує Скайрим і Хай Рок. Попри те, що Західна Межа залишалась вільною від панування ельфів, ельфійська кров дуже сильна в уродженців цієї області. Звичаї річменів формувалися під сильним впливом орків, що жили по сусідству від них. Крім того, під впливом орків-шаманів, сформувалася і магія цього народу. Річменів часто називають чаклунами Хай Року.

## Звірораси
Інша назва — бетмери. Звіролюдьми іноді вважають орків та гоблінів.

### Аргонійці
Рептилії — гуманоїди, відмінно пристосувалися до життя на території Аргонії. Вони мають природний імунітет до хвороб та отрут, можуть дихати під водою і відмінно зламують замки. Аргоніани — це унікальна раса Тамріеля, чиїми найближчими пращурами є рептилії. Вони мають хвіст, їхня шкіра покрита лускою, і вони можуть плавати швидше, ніж представники будь-якої іншої раси. Аргоніани — одна з ігрових рас, тобто гравець може обрати свого персонажа із них.

### Велетні
Надзвичайно велика, дика і агресивна істота. Гіганти мешкають на заході Тамріеля, в основному в гірських районах. Як зброю використовують величезні довбні. Відомо, що у гігантів є власна мова, за допомогою якої вони спілкуються між собою.

#### Паморозеві велетні
Цей велетень не має нічого спільного зі своїм звичайним побратимом, крім гігантських розмірів. Паморозеві гіганти вкриті густим білим хутром, яке добре утримує тепло та захищає їх від морозів. Трипалі руки паморозевих велетнів закінчуються довгими кігтями, які вони ефективно використовують проти ворогів. Втім, улюблена тактика ведення бою у паморозевих велетнів — удар по ворогу величезними кулаками, що трощить ребра жертви. Зустрічаються вони в північних районах Тамріеля та, як і огри, не проти поласувати людським м'ясом. Один з паморозевих велетнів проживає на Солстхеймі.

### Ґобліни
Гобліни дуже схожі на орків, їх можна зустріти в різних місцях по всій території Тамріелю. Попри те, що гобліни погані бійці і ще більш слабкі маги, у великій кількості вони можуть представляти серйозну небезпеку. Використовувати гоблінів як найманців вважається поганим тоном, але добре навчений і видресируваний гоблін-найманець — серйозний супротивник. Мешкають гобліни в Орсиніумі.

#### Велетенські гобліни
Це особливий вид гоблінів, дуже небезпечний своєю силою і гігантськими розмірами. Під час експансії редгардів в Хаммерфелл був вигнаний з цього світу і заточений до Врат Гоблінів.

#### Р'єклінги
Маленькі створіння є родичами гоблінів, що мешкають на далекому острові Солтсхеймі. Ці створіння володіють більшим інтелектом, ніж їх зелені родичі, що наводить на думку деяких, що вони є нащадками Фалмерів. Більш того, деякі р'єклінги здатні навчитися людської мови. З р'єклінгів виходять гарні наїзники, як їздових тварин вони використовують ікластих щетиноспинів — північних диких кабанів, які славляться своєю злісною вдачею.

### Дреуги
Підводна раса, що живе в північних і західних частинах континенту. Один рік в житті вони зазнають карвіназім, і в цей час вони вибираються на сушу і ходять по ній. А потім вони повертаються у воду і здійснюють меф, тобто, перетравлюють шкіру та органи, необхідні для життя на суші. Дреуги не відрізняються особливими здібностями або ознаками. На вигляд напівлюдина-напівцефалопод, зазвичай на нього полюють заради панцирів і дреугського воску. З панцирів дреугів зброярі роблять рідкісні а тому дуже дорогі обладунки.

### Імга
Мавпоподібний народ, відомий також як «великі мавпи», що населяє провінції Валенвуд та Саммерсет і в усьому наслідує альтмерів, оскільки бачить їх поведінку і соціальний устрій ідеальними. Це виражається у мові, одязі і манерах. Іноді імга голять свої тіла і втирають в шкіру білий порошок, щоб бути ще більше схожими на альтмерів. Імена всіх імга починаються з короткого титулу, який вони використовують при зверненні до інших великих мавп.

### Каджити
Каджи́ти (англ. Khajiit, кадж. «житель пустелі») — одна із рас Нірна, людиноподібні кішки, родом з провінції Ельсвейр. Вони розумні, спритні і швидкі. Можливо, каджити є нащадками великих пустельних котів. Завдяки природній спритності і акробатичним навичкам із них виходять неперевершені крадії. Всі каджити вміють бачити в темряві
Каджити вважають, що їх створила даєдрична принцеса Азура. Інші представники цієї раси думають, що їх творець — Хірсін (Гірцин).  І в тому, і в іншому разі є їхня спорідненість із босмерами.
Дуже різноманітна раса. Відомі майже звіроподібні каджити, як Сенч-рат, або майже подібні до ельфів як Ом-рат. На Вварденфеллі мешкають тільки Сатей-рат. Фізіологія каджитів не вивчалась досить глибоко, відомо лише, що волосяний покрій який вкриває їх тіло не гомологічний хутру тварин.
Каджити схильні до вживання наркотичної речовини під назвою місячний цукор. Також багато хто п'є скуму — напій, що виробляють із місячного цукру. Відомо, що каджити розмальовують обличчя яскравими фарбами, для того, щоб показати приналежність до певного клану, чи просто заради краси.

#### Йа-Ка'джей Каджитів
Йа-Ка'джей (король скуми) — відношення двох місячних фаз Нірна.
Фази Массера (Masser) і Секунди (Secunda) при народженні каджита визначають вигляд, якого він набуде в майбутньому. Новонароджені каджити схожі один на одного, а їхні майбутні специфічні ознаки проявляються через кілька тижнів. Каджитські немовлята менше людських, але розвиваються швидше.
|         |             | Массер    |            |           |            |
| новий   | наростаючий | повний    | спадний    |           |            |
| Секунда | нова        | Сатей     | Тоджай     | Памар     | Даґі       |
| Секунда | наростаюча  | Ом-рат    | Катей-рат  | Сенч-рат  | Альфік-рат |
| Секунда | повна       | Ом        | Катей      | Сенч      | Альфік     |
| Секунда | спадна      | Сатей-рат | Тоджай-рат | Памар-рат | Даґі-рат   |

- Грива (Mane): Це унікальна форма каджита. Згідно з традицією каджитів, одночасно може жити тільки один Грива і є думка, що Грива багаторазово відроджується в різних тілах. Ще не було зареєстровано жодного випадку боротьби одного з Грив з іншим за владу. Також невідомо, чи правдиві чутки про те, що правлячий Грива має звичай заздалегідь прибирати всіх своїх можливих конкурентів. Грива може народитися тільки під час рідкісного вирівнювання Массера і Секунди, коли, згідно з легендою, на небосхилі з'являється третій місяць. В давнину каджити збривали свої зачіски в знак поваги до гриви і сплітали їх в локони, які Грива додавав у власну зачіску . Однак населення провінції швидко зростало, і цей звичай став непрактичним.
- Альфік та Альфік-рат (Alfiq & Alfiq-raht): Цей різновид каджитів виглядає як звичайна домашня кішка. Попри те, що Альфіки не вміють говорити, вони розуміють людську мову та дуже ображаються, коли їх називають «домашніми кішками». Вміють чаклувати.
- Даґі та Даґі-рат, (Dagi, Dagi-raht): Єдине, що відомопро цих каджитів, це те, що вони живуть на півдні, в тенмарському лісі, південних джунглях і болотах. Однак, враховуючи те, що ці каджити народжуються при спадному Массері, існує думка, що вони не відрізняються особливо великими розмірами. Є відомості що Дагі та Дагі-рат мають непоганий магічний потенціал.
- Катей і Катей-рат (Cathay & Cathay-raht): Ці звіролюди є одним з видів каджитів Ельсвейру, і схожі на великих прямоходячих ягуарів (або барсів), природжені воїни. Одна з найпоширеніших форм. Катай-рат спритні і граціозні. Вони невеликого зросту, з загостреними вухами, величезними жовтими очима, білим, плямистим і строкатим хутром а також хвостом, схожим на батіг.
- Ом і Ом-рат (Ohmes & Ohmes-raht): Ельфоподібна форма каджитів, схожі на Босмерів, але іноді менше за зростом. При цьому Ом-рат можна відрізнити від ельфів завдяки хвосту і гладкому світлому «хутру», що вкриває тіло. Це найпоширеніша форма каджита, представників якої можна зустріти і за межами провінції Ельсвейр.
- Памар і Памар-рат (Pahmar & Pahmar-raht): Ще один великий «кіт» Тамріеля. Пахмар схожий на тигра і, так само як і Сенч, здоровий і сильний. Пахмар-рат більше і сильніше звичайного Пахмар.
- Сатей і Сатей-рат (Suthay & Suthay-raht): Одна з найпоширеніших різновидів каджитів. Типові звіролюди, природжені бігуни та злодії. В Морровінді як рабів данмери використовують каджитів Сута-рат, оскільки це найпоширеніший різновид у цій провінції.
- Сенч і Сенч-рат (Senche & Senche-raht): Найбільший кіт у Тамріелі, одна з форм каджитів. Вони вище альтмерів і дуже сильні, у них «важкі хутряні шкури». Сенч-рат, сильніший і важчий різновид, ніж Сенч. Їх використовують як їздових тварин дрібніші різновиди каджитів, але навряд чи Сенч дозволить осідлати себе представникам іншої раси.
- Тоджай, Тоджай-рат (Tojay, Tojay-raht): Єдине, що відомо про цих каджитів, це те, що вони живуть там само, де й Даґі та Даґі-рат. Однак, вони народжуються при наростаючому Массері й скоріше за все, схожі на Катай і Катай-рат.

#### Відомі каджити
- Один з найзнаменитіших каджитів, як розповідає книга «Кіготь Тигра», це — С'Тазії, що жив у часи III Епохи. Був єдиним каджитом при дворі Імператора Уріеля V.
- М'Айк Брехунець (англ. M'aiq the Liar) — персонаж-«пасхалка».

### Камаль
Народ крижаних демонів з материка Акавір. Відомо, що одного разу вони намагалися завоювати Морровінд під проводом Короля Демонів Ада'Сум Дір-Камаля, але були зупинені біля Червоної Гори силами нордів, данмерів та аргоніан.

### Ка По'Тун
Ка По'Тун — означає «Імперія Тигра-Дракона». Дракони, які здавна жили в Акавірі, повністю вимерли в результаті тривалої війни між Цаески і Ко'тун (як вони називали себе тоді). Відтоді люди-тигри не залишають спроб стати драконами. Тош Рака (Tosh Raka) — перший, кому це вдалося. Ймовірно, він є найбільшим драконом на Нірні, забарвленням він подібний до тигра. Тош Рака вдалося побудувати найбільшу імперію на Акавірі. В наш час[коли?] основною його метою є знищення Цаески.

### Кентаври
Кентавр — це рідкісна раса звіролюдей що мешкає на заході. Кентаври найпоширеніші в лісах Валенвуда і є тамтешніми корінними мешканцями, нарівні з імгами. Верхня половина кентавра нагадує людську, в той час як нижня — кінську. Дуже часто кентаври привласнювали собі покинуті людські торгові поселення, і за чутками, володіють власною мовою та інтелектом. Рада Артеума називає кентаврів «істинним послідовниками Старої Віри» Тамріеля, посилаючись на складну систему поклоніння духам, прийняту на Артеумі.

### Слоади
Це слимакоподібна розумна раса, що живе на островах Трас, поблизу Тамріеля. Їхня держава тримається ізольовано, лише іноді торгує з імперією. Нічого практично про походження і життя слоадів невідомо. Близько 2200 року Першої епохи слоади наслали на Тамріель чуму, яка вбила більше половини населення материка. Тоді, щоб покласти цьому край, Бенду Одо, король Анвілу, зібрав під своїм командуванням з'єднаний флот всіх королівств і знищив слоадів та їхні острови. Але слоади вижили.

### Танг Мо
Танг Мо означає «Острови тисячі мавп» (Thousand Monkey Isles). Це численний народ людей-мавп на Акавірі (не варто плутати їх з імга (Imga), що населяють острови Саммерсет). Існує безліч племен Танг Мо, але всі вони наділені простотою, хоробрістю і часткою божевілля. Інші раси постійно намагаються вдертися в їхні володіння і поневолити їх. Але народ мавп щоразу дає їм гідну відсіч. Танг Мо терпіти не можуть народи цаескі і камаль.

### Цаески
Вампірська зміїна раса з материка Акавір. Цаески — високі, покриті золотою лускою, красиві і страшні одночасно, нестаріючі істоти.
Саме цаески винищили всіх людей і ельфів Акавіра. Вони ж поневолили гоблінів з навколишніх островів, ті працюють на них і дають свіжу кров.
У цього народу сильний флот, і вони ворогують із народом Танг Мо. Цаески були колись головною військовою силою свого континенту (поки не прийшов Тигродракон). Кілька разів намагалися підкорити Тамріель, але безуспішно. Після останнього великої поразки деякі полонені пішли служити Тамріелю. Один з цаесків — Владика Версідью-Шайе — в другу еру правив Сіродильскою імперією протягом 400 років, поки не був убитий асасинами Мораг Тонг.

## Список ігрових рас
| Раса                   | I: Arena (1994) | II: Daggerfall (1996) | Battlespire (1997) | Redguard (1998) | III: Morrowind (2002) | Shadowkey (2004) | IV: Oblivion (2006) | V: Skyrim (2011) | Online (2014) | Legends (2017) | Blades (2019) |
| ---------------------- | --------------- | --------------------- | ------------------ | --------------- | --------------------- | ---------------- | ------------------- | ---------------- | ------------- | -------------- | ------------- |
| Альтмери (вищі ельфи)  | Так             | Так                   | Так                | Ні              | Так                   | Так              | Так                 | Так              | Так           | Так            | Так           |
| Аргонійці              | Так             | Так                   | Ні                 | Ні              | Так                   | Так              | Так                 | Так              | Так           | Так            | Так           |
| Босмери (лісові ельфи) | Так             | Так                   | Так                | Ні              | Так                   | Так              | Так                 | Так              | Так           | Так            | Так           |
| Бретонці               | Так             | Так                   | Так                | Ні              | Так                   | Так              | Так                 | Так              | Так           | Так            | Так           |
| Данмери (темні ельфи)  | Так             | Так                   | Так                | Ні              | Так                   | Так              | Так                 | Так              | Так           | Так            | Так           |
| Імперці                | Ні              | Ні                    | Ні                 | Ні              | Так                   | Ні               | Так                 | Так              | Так           | Так            | Так           |
| Каджити                | Так             | Так                   | Ні                 | Ні              | Так                   | Так              | Так                 | Так              | Так           | Так            | Так           |
| Норди                  | Так             | Так                   | Так                | Ні              | Так                   | Так              | Так                 | Так              | Так           | Так            | Так           |
| Орсимери (орки)        | Ні              | Ні                    | Ні                 | Ні              | Так                   | Ні               | Так                 | Так              | Так           | Так            | Так           |
| Редґарди               | Так             | Так                   | Так                | Так             | Так                   | Так              | Так                 | Так              | Так           | Так            | Так           |